# Zhou Cheng
Zhou Cheng wang o Re Ch'eng di Zhou (fl. XI secolo a.C.) è stato il secondo sovrano della Dinastia Zhou in Cina.
Re Cheng era giovane quando salì al trono. Suo zio, l'arciduca Zhou Gong (o Duca di Zhou), temeva che le forze Shang avrebbero potuto ribellarsi contro la possibile ascesa al trono di un sovrano così giovane. Divenne quindi sovrano e supervisionò gli affari interni per parecchi anni. Zhou Gong stabilì la capitale orientale a Luoyang, e più tardi sconfisse una rivolta guidata dai fratelli di Re Cheng. Re Cheng stabilì più tardi i confini della Dinastia Zhou sconfiggendo parecchie tribù barbariche assieme allo zio Zhou Gong.